# Aporum subpandifolium
Aporum subpandifolium é uma espécie de orquídea epífita de hábito pendente e flores pequenas, que habita Bangka, em Sumatra.